# 信念固着
信念固着是指人们一旦对某项事物建立了某种信念，尤其是为它建立了一个理论支持体系，那么就很难打破人们的这一看法，即使是相反的证据与信息出现时他们也往往视而不见。
经过实验结果表明，一旦人们为错误的信息建立了理论基础，那么就很难再让他们否定这条错误的信息。这种现象被称作信念固着（或观念性保守主义），它证明了信念可以独立存在，并且当支持其的证据被否定时，仍会存在下来。我们越是极力想证明我们的理论是正确的，我们就对挑战自己信念的信息越封闭。
由于理性涉及到观念上的灵活性，因此信念固着与人类有时会以非理性方式行事的观点是一致的。哲学家F.C.S.席勒认为，信念固着“值得被列为自然界的基本‘法则’”。

## 来自实验心理学的证据
根据李.罗斯（Lee Ross）和克雷格.安德森（Craig A. Anderson）的说法，“在面对能够毁灭其逻辑性的实证挑战时，信念固着具有显着的复原力”。 信念固着可用于解释或重新解释以下实验。Festinger、Riecken和Schachter 进行了第一项关于信念固着的研究。这些社会心理学家与一群相信世界末日将在1954 年 12 月 21 日发生的末日邪教成员共度了一段时光。尽管预言失败了，这些信徒依然坚持他们的信念。
李.罗斯和克雷格. 安德森使一些受试者错误地相信，消防员所声称自己对冒险的偏好与他们的职业表现之间存在正相关关系。其他受试者被告知相关性是负的。他们然后向参与者进行了彻底的汇报，并告知他们冒险与职业表现之间没有任何联系。这些作者发现，汇报后受试者在访谈中展示了强烈的信念固着。
在另一项研究中，受试者花了大约四个小时按照动手指导手册的说明进行操作。在某一处，手册引入了一个公式，使他们相信球体比实际大50%。然后受试者收到一个实际的球体并要求确定其体积。他们先用公式计算，然后把球体装满水，再把水转移到一个盒子里，直接测量盒子里水的体积。在本系列的最后一个实验中，所有19 名受试者都拥有自然科学的博士学位，或被两所重点大学聘为研究人员或教授。他们都接着用更大的球体对两次体积测量进行了比较。尽管他们有实证观察，但除了一位科学家之外，所有科学家都坚持这个虚假的公式是正确的。
“即使当我们面对意识形态上中立的现实观念，当这些观念是最近才获得的，当它们来自我们不熟悉的来源，当它们出于谬误的原因而被接收，当放弃它们几乎不会带来实际的风险或成本，当它们和随后发生的事件相互矛盾时，至少在一段时间内，我们不愿在口头上怀疑这些观念，也不太可能在实践中放弃它们。” - Moti Nissani

## 在文化创新领域
物理学家马克斯·普朗克（Max Planck）写道：“一个新的科学真理取得胜利并不是通过让它的反对者们信服并看到真理的光明，而是通过这些反对者们最终死去，熟悉它的新一代成长起来。”例如，伟大的希腊天文学家阿里斯塔克斯的日心说在大约1800 年后不得不被重新发现，甚至在天文学家视其准确性为当然之前经历了一场重大斗争。
信念固着经常伴随着自我认知过程。化学家约瑟夫·普里斯特利（Joseph Priestley）写道：“当决定性的事实最终出现在我面前时，我非常缓慢地、犹豫不决地屈服于我的感官证据。”

## 在教育领域
学生经常“坚持构成他们世界观一部分的想法，即使面对与此观点不一致的信息。” 例如，学生可能会花几个月的时间研究太阳系并在相关测试中取得好成绩，但仍然相信月相是由地球的影子产生的。他们所学到的东西无法侵犯他们在获得该知识之前所持有的信念。

## 起因
信念固着的起因尚不清楚。2010 年代的实验表明，大脑中的神经化学过程是构成奖励学习中强烈的注意力偏差的基础。类似的过程也有可能是信念固着的基础。
彼得·马里斯(Peter Marris) 认为，放弃信念的过程类似于摆脱悲痛。 “捍卫生命的可预测性的冲动是人类心理学的最基本和普遍原则。”人类拥有“对连续性的根深蒂固和坚持不懈的需求”。
科学哲学家托马斯·库恩(Thomas Kuhn （页面存档备份，存于）) 指出了概念变化与格式塔知觉转换之间的相似之处（例如，试图将女巫视为年轻女士时所遇到的困难）。因此，从一种信念转换到另一种信念的困难可以追溯到重新布置一个人的知觉或认知领域的困难。